# شلش
قرية شلش هي إحدى القرى التابعة لمركز ديروط في محافظة أسيوط في جمهورية مصر العربية. حسب إحصاءات سنة 2006، بلغ إجمالي السكان في شلش 4907 نسمة، منهم 2499 رجل و2408 امرأة.